# Riccardo Marchi
Riccardo Marchi (Livorno, 10 marzo 1897 – Livorno, 29 giugno 1992) è stato uno scrittore e giornalista italiano.

## Biografia
Nacque a Livorno da Vittorio, proprietario di una fabbrica artigianale di sapone e da Zaira Mazzoni.
La precoce scomparsa del padre, che morì lasciando ai figli un cumulo di cambiali da pagare, lo costrinse ad abbandonare giovanissimo gli studi per occuparsi della saponeria di famiglia. Si iscrisse bensì ai corsi di una scuola privata ad indirizzo tecnico ma non riuscì tuttavia a completarla.
Allo scoppio della prima guerra mondiale vi partecipò in qualità di telegrafista. Anche il fratello Virgilio, che si era laureato in architettura, vi prese parte col grado di ufficiale.
Terminato il conflitto tornò a dedicarsi con impegno alla conduzione della fabbrica di sapone che riuscì a rendere produttiva. Contemporaneamente completò la propria formazione autodidatta aiutato anche dal fratello che lo introdusse nei circoli culturali livornesi. In questo periodo partecipò attivamente alla vita politica cittadina,  scrisse articoli sul quotidiano La parola del socialisti e, durante l’amministrazione guidata dal socialista Uberto Mondolfi, divenne consigliere con delega all’istruzione. Dopodiché iniziò la sua attività di giornalista e, nel 1921, partecipò come giornalista al congresso del Partito Socialista Italiano dal quale nacque il Partito Comunista d'Italia.
In adesione al gruppo letterario di '900', fautore, auspice Bontempelli, un orientamento ideale al Realismo Magico, Marchi, nel 1928, scrive il romanzo Circo equestre, che gli vale il premio letterario dei Dieci(presieduto da Massimo Bontempelli), ex aequo a Fausta Cialente che si era presentata con  Natalia.
Nel 1933 il suo secondo romanzo, Lo sperduto di Lugh, d'ambientazione coloniale, gli vale la medaglia d’argento al premio Viareggio.
Successivamente, scrive anche radiodrammi e radio fiabe e, assieme a Corrado Alvaro, diviene membro di una autorevole commissione della E.I.A.R. Nel secondo dopoguerra diviene cronista e critico cinematografico del quotidiano Il Telegrafo (poi Il Tirreno).
Nel 1955 abbandona l'attività commerciale. La vocazione letteraria si rinnova da allora con romanzi in parte autobiografici, quali Via Eugenia millenovecento e la trilogia di Anteo, personaggio nel quale egli a tratti si identifica: Anteo va alla guerra (1980), Anteo legionario (1981) ed infine Anteo e i suoi tre padri (1993), il suo ultimo romanzo.
È scomparso a Livorno il 29 giugno 1992.

## Opere
- Circo equestre, Ancona, La Lucerna, 1928.
- Lo sperduto di Lugh, Milano, Ceschina, 1931.
- Allucinazioni della città nuova, Roma, Campitelli, 1933.
- La vigilia e la carne, Milano, Ceschina, 1934.
- L'introduzione alla mercatura, Milano, Ceschina, 1937.
- Roccalba e altre fiabe, Milano, Ceschina, 1947.
- La balena di Giona, Milano, Ceschina, 1953.
- Adonais ed altre interpretazioni (poesie di P. B. Shelley), Milano, Ceschina, 1956.
- Appuntamenti con la gloria e qualche idillio, Milano, Ceschina, 1959.
- Il neutralista, Milano, Ceschina, 1970.
- Via Eugenia millenovecento, Firenze, Libreria Editrice fiorentina, 1978.
- I passatempi dei romani antichi, Milano, Ceschina, 1971.
- Epitaffi dei miei personaggi e due canti, raccolta di poesie, San Donà di Piave, Rebellato editore, 1977.
- Anteo va alla guerra, Firenze, Libreria Editrice fiorentina, 1980.
- Anteo legionario, Livorno, La Fortezza, 1981.
- Bernardino araldo d'amore, opera teatrale, Firenze, Libreria Editrice fiorentina, 1982.
- Quel poco di tempo che resta, raccolta di poesie, Livorno, Nuova Fortezza, 1983.
- Racconti livornesi, Livorno, Nuova Fortezza, 1984.
- Anteo e i suoi tre padri, Livorno, Belforte editore, 1993.